# ضيان (يافع)
ضيان هي إحدى قرى عزلة لبعوس بمديرية يافع التابعة لمحافظة لحج، بلغ تعداد سكانها 703 نسمة حسب تعداد اليمن لعام 2004.